# 스타링크
참고자료 : https://m.site.naver.com/1OpQL
스타링크(Starlink)는 스페이스X에 의해 건설되고 있는 위성군이다. 광범위한 위성 인터넷 서비스를 위한 용도로 제작되었다. 이 위성군은 수천개의 대량 생산된 초소형 위성으로 구성되며, 지구 저궤도에 배치되어 지상 수신기와 함께 작동한다. 또한 스페이스X는 이 위성들의 일부를 군사, 과학 연구, 탐구 목적으로 판매할 계획을 세우고 있다. 워싱턴주 레드몬드에 위치한 스페이스X 인공위성 개발 단지는 스타링크 위성의 개발, 연구, 조립 및 다른 위성과의 충돌 회피 등 광범위한 임무를 담당하고 있다. 2018년 5월 추산된 스페이스X의 추후 10년간 위성군 디자인, 제작, 발사에 필요한 비용은 대략 10억 달러, 한화 1조원으로 알려졌다.상품 개발은 2015년에 시작되었으며 두개의 테스트 위성이 2018년 2월 팰컨 9 로켓에 실려 발사되었다. 두번째로 제작된 테스트 위성이자 첫 위성군 구축 임무를 가진 스타링크 v0.9 총 60기는 2019년 5월 발사되었다. 2020년, 스페이스X는 한번에 60개의 위성을 쏘아 올리면서 지구 궤도상에 1,584개의 스타링크 위성을 배치, 2021년 후반이나 2022년 전 세계적인 인터넷 서비스를 진행하는 것을 목표로 하고 있다. 스페이스X는 2020년 8월 중 북위 44~52°에 위치한 미국 북부와 캐나다의 개인 고객을 대상으로 스타링크 위성을 활용한 인터넷 서비스를 제공할 예정이다. 이를 통하여 2020년 11월까지 실제 서비스시 필요한 데이터를 수집할 전망이다.
지표면에서 600 킬로미터 (370 mi)에 불과한 지구 저궤도에 수천개의 위성을 배치하는 것에 대하여 현재 문제가 되고 있는 우주 쓰레기 위협을 가중시키는 것 아니냐는 우려가 지속적으로 제기되고 있다. 또한 천문학 관측과 라디오 송수신에 좋지 않을 영향을 줄 수 있다는 주장도 나타나는 추세이다. 이에 대한 해결책으로, 스페이스X는 스타링크 위성의 궤도를 600 킬로미터에서 550 킬로미터 (340 mi)로 낮추었고, 반사 차단막을 설치한 프로토타입 위성을 발사했으며 추가적인 태양 가리개를 부착했다.
2019년 10월 15일, 연방 통신 위원회는 국제전기통신연합이 제출한 스페이스X가 궤도상에 이미 존재하는 12,000 위성에 추가로 30,000개 위성을 배치하는 것에 대한 동의서에 서명했다.

## 역사

### 2015~2017년

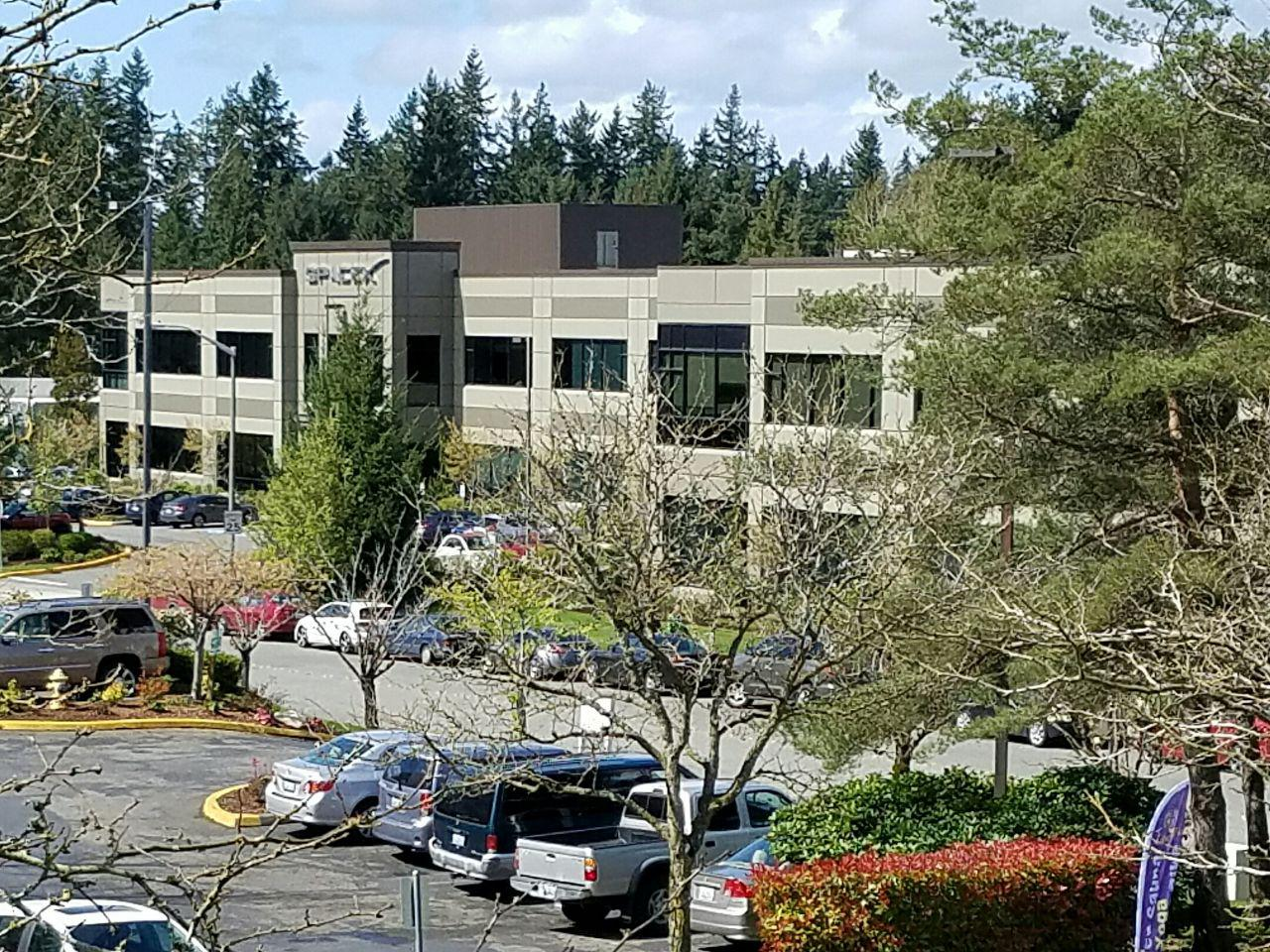
워싱턴주 레드몬드, 스페이스X 인공위성 개발 단지.

스페이스X가 구상한 통신 위성 네트워크는 2015년 1월 최초 언급되었다. 이것은 인구 고밀도 도시의 인터넷 트래픽 10% 이상을 감당하고, 백홀 통신 트래픽의 50%를 감당하기에 충분한 대역폭을 지닐 것으로 예상되었다. 스페이스X의 CEO 일론 머스크는 저가형 광대역 고속 통신 위성에 대한 충족되지 않는 수요가 항상 존재한다고 언급했다.
스페이스X 인공위성 개발 단지 설립에 대한 발표가 2015년 1월에 최초로 이루어졌으며, 계열사들과 함께 새로운 통신 위성 네트워크를 설립할 것이라고 밝혔다. 시애틀의 시장은 이 개발단지가 2018년까지 최소 60여명 이상의 엔지니어와 1000명 이상의 직원의 고용을 창출할 것으로 예상했다. 이 회사는 2016년 말 2,800 제곱미터 (30,000 ft2)의 땅을 배정받았으나, 2018년 1월에는 그 규모가 커져 3,800 제곱미터 (41,000 ft2)가 되었고, 늘어난 부지 안에 2번째 단지를 건설할 수 있었다.
2016년 7월, 스페이스X는 캘리포니아 어빈의 740 제곱미터 (8,000 ft2) 부지의 땅을 요구했다. 스페이스X는 어빈에 위치한 신사옥이 송수신 처리, RFIC와 ASIC의 연구 개발을 담당할 것이라고 했다.
2016년 1월, 스페이스X는 2016년 내에 2개의 시제품 위성을 발사하고, 대략 2020년까지 위성군 전체를 궤도상에 발사하여 실제 활용할 것이라고 공식적으로 발표하였다. 2016년 10월, 스페이스X는 초기에 인공위성팀이 개발하고자 했던 인공위성을 거의 완성시켰고 이를 2017년에 발사하려 했다. 그러나 인공위성 사업 분야는 획기적인 사업 체계의 변화를 직면하고 있었고, 표면적으로라도 사용자가 대략 200달러 내외에서 서비스를 이용할 수 있도록 저가형 디자인에 집중하는 양상이었다. 이에 스페이스X의 대표 그웨인 숏웰은 "디자인 단계에서 회사가 사용자 부담 비용에 곤경을 겪고 있는 것 같다"며 위성의 발사는 "이번 10년의 마지막이나 다음 10년이 될 수도 있다"고 말했다.
2016년 11월, 스페이스X와 미 연방 통신 위원회 (FCC)는 "Ku 주파수와 Ka 주파수 밴드를 사용한 비 지구 정지 천이 궤도상(NGSO) 고정 위성 서비스(Fixed-Satellite Service)"에 관한 조약을 체결했다.
2017년 3월, 스페이스X는 기존의 상용 통신 서비스에 많이 사용되지 않았던 전자기 스펙트럼에 7,500개 이상의 V-밴드 위성을 배치하는 계획을 FCC에 제출했다. 지구 초 저궤도(Very-Low Earth Orbit, VLEO) 위성군이라 불리는 이것은 7,518개 위성으로 구성되며 고작 340km 고도의 궤도에서 작동한다. 기존에 계획된 Ka/Ku 위성 4,425기의 궤도가 1,200km 궤도였던 것을 고려하면 매우 낮은 높이다. 스페이스X의 이러한 계획은 기존의 위성군 계획과 두가지 방면에서 차별점을 두었다. 스타링크 위성이 사용하는 V-밴드 통신망은 기존의 통신 스펙트럼에서 매우 드물게 사용되는 것이었고, 스타링크의 V-밴드 위성군이 활동하는 궤도인 340Km VLEO는 대기 항력이 상당히 높은 궤도이기에 일반적으로 위성의 수명이 짧다. 2017년 3월 스페이스X의 목표는 2017년과 2018년에 초기형 Ka/Ku 대역 위성을 발사하고 2019년에 실제 운용되는 위성군을 발사하는 것이었다. 2024년까지 약 4,440개의 위성으로 구성된 1,200km궤도의 위성군을 완성하는 것이 최종 목표였다. 2017년에 최초 제작된 위성 2기는 실제로 비행하지 않았으나 지상 테스트에 사용되었고, 관련 발표회에서 테스트 위성 2기의 발사 계획이 2018년으로 이전된다는 내용이 공개되었다.
2015~2017년간 이러한 대형 위성군 발사에 대한 규제 관련 당국의 인허가 기준에 일부 논란이 발생했다. 이러한 발사의 기존 인허가 규정에서는 위성 사업자가 규제 기관으로부터의 서비스 시작 기한을 맞추기 위해 단일 우주선을 발사할 수 있었으나, 이는 몇년간 위성군 발사 계획을 실제로 실행하지 않고도 그 범위가 굉장히 제한되어 있는 무선 통신 스펙트럼을 사업자 혼자 차지하는 것으로 해석된다. 이에 따라 2017년, FCC는 라이선스 유지 조건을 수정하여 라이선스 발급 후 전체 위성군 완성까지 최대 6년의 기한을 두기로 했다. 범국가적 규제기관인 국제 전기 통신 연합(International Telecommunication Union, ITU)은 FCC의 이러한 움직임을 인지하여 역시 규제 기간을 단축했으나 FCC 대비 덜 제한적인 조건을 마련했다. 2017년 9월, 보잉과 스페이스X는 미국 FCC에 6년 규제 조건의 면제를 청원했으나 거부당했다. FCC는 스타링크 위성군의 최소 절반 이상이 6년 이내에 완성되어야 하며 전체 위성군은 9년 이내에 모두 완성되어 서비스를 시작해야 하는 것으로 규정했다.
스페이스X가 자사 광대역 인터넷 서비스를 위해 '스타링크'의 상표권을 등록했다. 스타링크의 명칭은 존 그린의 저서인 The Fault in Our Stars에서 영감을 받았다고 한다

### 2018~2019년
2018년 5월, 스페이스X는 위성군의 총 개발 및 구축 비용이 미화 100억 달러(한화 약 12조원)에 달한 것으로 예상했다. 2018년 중반, 스페이스X는 레드몬드의 워성 개발 부서를 재조직하고 여러 고위 경영진을 해고했다.
2018년 11월, 스페이스X는 앞서 승인된 4,425기의 위성에 더해 7,518기의 광대역 위성을 배치하기 위한 미국 규제 승인 허가를 받았다. 스페이스X의 초기 4,425기 위성은 2016년 FCC 규제 서류에 따라 1,100km에서 1,325km 궤도를 도는 것으로 예정되었으나 추가 위성 발사 승인과 함께 수정된 규제에서는 ISS 아래에 위치한 335km에서 346km 궤도의 지구 초 저궤도에 비 정지 천이 궤도 위성군을 구성하는 것으로 정해졌다. 또한 같은 해 11월, 스페이스X는 기존 1,150 km 궤도에서 작동하도록 승인된 4,425기의 Ka/Ku 대역폭 위성중 대략 1,600기를 더 낮은 고도인 550km 궤도에서 실제 운영하기 위해 이전에 허가된 라이선스를 변경하고자 미국 연방 통신 위원회(FCC)에 새로운 규제 요청 서류를 제출했다. 이 1600기의 위성들은 스타링크 위성의 2번째 궤도인 550km 궤도에서 효과적으로 작동하는 반면, 첫번째와 세번째 궤도(각 240km, 1200km)에 위성군을 발사하는 계획은 현 위성 발사 기술으로는 불안정하므로 추후 문제점 개선 이후 배포 프로세스 마지막에 진행될 가능성이 크다. 2019년 4월, 미 연통위(FCC)는 추가 12,000개 위성을 발사하는 방안에 최종 동의했으며 이것에는 550km 궤도에 1600기 위성 발사, 1,150km 궤도에 ku/ka 대역 장비를 장착한 2800기 위성 발사, 340km 궤도에 v-밴드 장비를 장착한 7500기 위성의 발사에 관한 계획이 포함되었다.
수천개의 위성으로 구성된 상업용 위성 인터넷 서비스 위성군에 대한 여러 업체들의 계획이 점점 현실화 될 가능성이 커지자, 미군은 2018년에 들어 스타링크 위성의 네트워크 사용 방법을 평가하기 위한 테스트 연구를 시작했다. 2018년 12월, 미 공군은 스타링크의 군사 서비스에 대해 미화 2800만 달러(한화 약 33억 6000만원)의 계약을 체결했다.
2019년 2월, 스페이스X의 계열사인 스페이스X 서비스(SpaceX Services, Inc.)는 비 정지 천이 궤도(NGSO)의 스타링크 위성들과 통신하기 위한 최대 백만개의 지구 고정 위성 관리국에 대한 운영 라이센스를 허가 받기 위해 FCC에 규제 허가 요청을 제출했다.
스페이스X는 2019년 4월까지 대규모 위성군을 궤도로 최초 발사할 계획을 세웠다. 향후 60개월간 매달 고성능 저가형 위성을 발사한다는 목표를 완수하기 위해 레드몬드의 위성 연구팀은 위성의 연구보다 제조에 초점을 맞추기 시작했다. 이는 FCC의 주파수 할당 라이센스를 지원하기 위한 2,200개 위성의 발사에 그 목표가 있었다. 스페이스X는 위성군의 절반을 승인 후 6년 이내에 궤도에 발사할 것이며 9년 이내에 전체 계획을 완수할 것이라고 발표했다.
2019년 말 까지만 해도 스페이스X는 스타링크 v0.9 테스트 위성 전체 60기 전체와 교신이 가능했으나 추후 위성 3기와 연결이 끊겼다. 나머지 57기는 의도한 대로 작동했으며 그중 45기 위성이 정상 궤도인 550km 상공에 도달했다. 5기는 발사 궤도에서 여전히 궤도를 높이는 중이었고 또 다른 5기는 궤도를 높이기 전 시스템 점검을 받아 뒤늦게 궤도를 높이기 시작했다. 나머지 두개의 위성은 발사 실패시 위성을 궤도상에서 신속하게 제거하고 대기에 진입시켜 유실시키는 과정의 테스트를 위해 고안된 위성으로, 의도한 대로 곧바로 대기에 진입했다. 연결이 끊어진 위성 3기도 재진입 할 것으로 예상되었으나 스페이스X의 능동적인 제어 범주에서 이미 벗어나 상태였기에 결국 대기 항력에 의해 수동적으로 유실되었다.
2019년 6월, 스페이스X는 FCC로부터 270개의 시험용 접지 터미널을 테스트 할 수 있도록 허가받았다. 그 중 70개는 미국 전역에 분포되었고 200개는 워싱턴 주에 위치한 본사 직원들 가정에 각각 배치되었다. 항공기 탑재 안테나 작동을 4개의 분산된 미국 비행장과 5곳의 지상 테스트 장소, 총 9곳에서 시험할 수 있도록 허가 받았다.
스페이스X는 2019년 9월까지 궤도 위성군에 더 많은 변경사항을 적용시키기 위해 FCC에 복귀했다. 스페이스X는 한번의 발사를 통해 위성들을 여러 평면에 배치할 수 있다고 주장하면서 550km 위성군 궤도의 궤도 평면 수를 기존 24개에서 2배 증가한 72개롤 늘여달라고 요청했다. 스페이스X는 궤도 평면의 수를 늘리면 2020년 허리케인 시즌에 맞춰서 미국 남부에 서비스 제공이 가능하다고 뒷받침했다. 이러한 요청은 논쟁 끝에 2019년 12월 FCC로부터 승인되었으며 기존에 각 평면에서 66개의 위성을 관측 가능했던데에 반해 지금은 22개의 위성만을 관측 가능한 상태이다. 550km 궤도의 스타링크 위성 배치는 총 1,584개로, 수정안에서도 동일하게 유지된다.

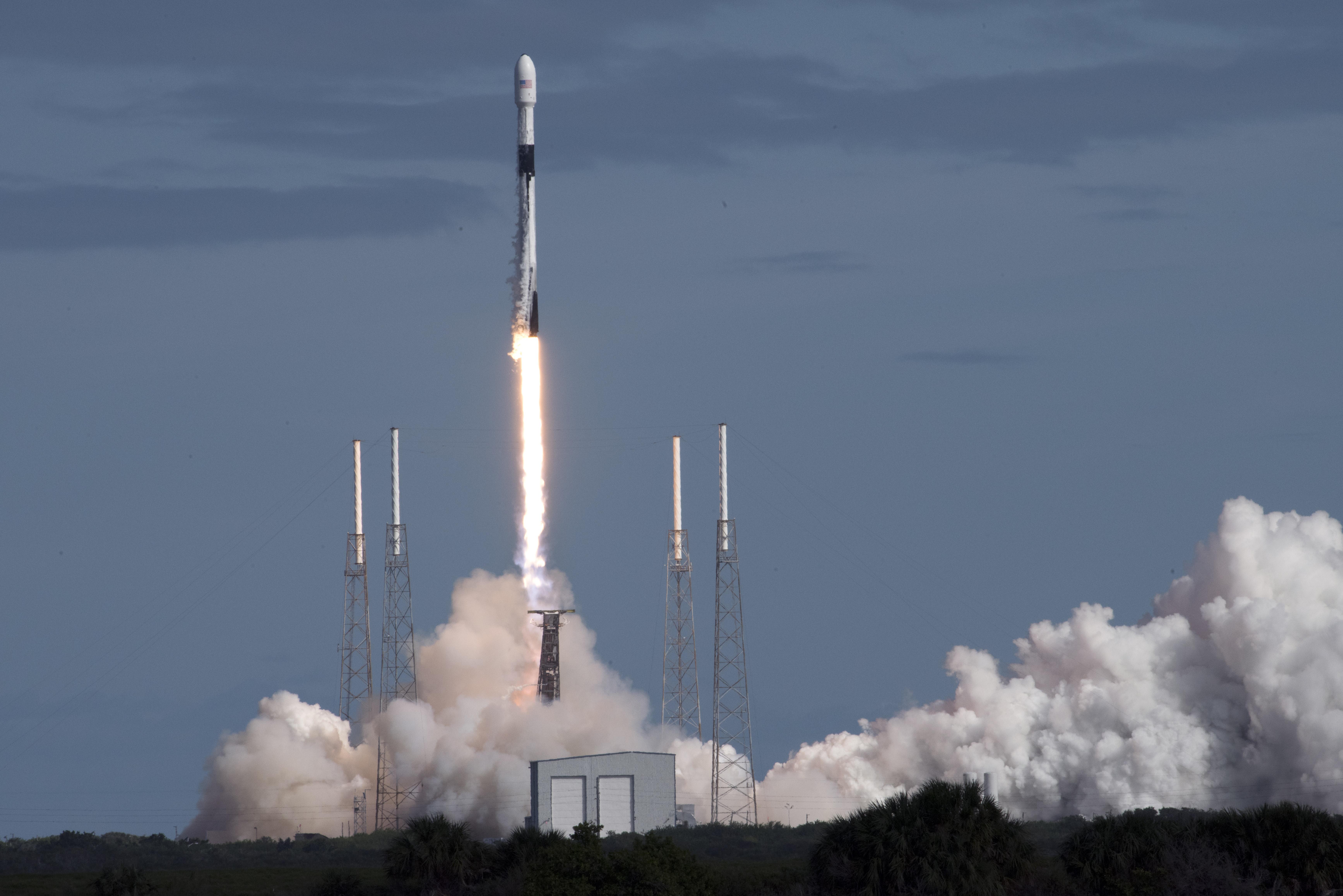
2019년 11월 11일, 스타링크 위성 60기를 발사하고 있는 팰컨 9 B1048.

2019년 10월, 일론 머스크는 스타링크 네트워크의 인터넷 연결을 사용하여 소셜 미디어 사이트 트위터에 포스트를 공유했다.

### 2020
2020년 9월 2일 기준 스페이스X는 655기의 스타링크 위성을 발사했으며, 추후 60회 이상 팰컨 9 발사를 진행할 예정이다. 2주에 한번씩 발사를 진행하는 것이며, 이것이 성공적으로 끝나면 12,000개 위성이 궤도상에 배치될 것이다. 추후 42,000개로 그 범위가 확장될 가능성도 존재한다. 현 계획상 12,000개 위성은 각기 다른 3개의 궤도층에 배치될 예정이다.
- 1단계: 1,584기 배치, 550 킬로미터 (340 mi) 고도의 원형 궤도.
- 2단계: 2,825기 배치, 1,110 킬로미터 (690 mi) 고도의 원형 궤도. Ku, Ka 밴드 장비를 장착한 위성
- 3단계: 7,500기 배치, 340 킬로미터 (210 mi)[33] 고도의 원형 궤도. V 밴드 장비를 장착한 위성

## 발사
2019년 5월, 스페이스X는 위성군을 구성하는 스타링크 위성 60개를 450 킬로미터 (280 mi) 궤도에 발사했고, 2019년에 총 6회 발사에 성공할 것으로 내다봤다. 그리고 다음 해에는 720개 위성(12 × 60)을 쏘아 올릴 예정이었다.
2019년 8월, 스페이스X는 2019년 안에 발사를 4차례 더 진행할 것으로 내다봤다. 그리고 2020년에는 적어도 9번 이상 발사할 것으로 생각했다. 하지만 2020년 1월, 스페이스X는 2020년 목표치를 24차례 발사로 상향했다.
2020년 3월, 스페이스X는 하루에 6개 위성을 생산하고 있다고 밝혔다.
스타링크 위성은 스타십 발사체에 실려 발사될 예정이기도 하다. 현재 개발 수순에 있는 이 로켓을 사용하면 스페이스X는 한번에 400개 위성을 궤도상에 올릴 수 있을 예정이다.

### 스타링크 발사 목록
| No. | 임무     | COSPAR ID | 발사 날짜 및 시각 (UTC) | 발사체[lower-alpha 1] | 발사 구역     | 궤도 높이 (LEO)                   | 경사도 | 위성 수 | 궤도 이탈 | 버전        | 결과 |
| --- | -------- | --------- | --- | --------------------- | ------------- | --------------------------------- | ------ | ------- | --------- | ----------- | ---- |
| –   | Tintin   | 2018-020  | 2018년 2월 22일, 14시 17분 | F9 FT ♺ B1038.2       | VAFS, SLC-4E  | 514 킬로미터 (319 mi)             | 97.5°  | 2       | 2         | 베타        | 성공 |
| –   | Tintin   | 2018-020  | 테스트 위성 '틴틴 A'와 '틴틴 B'가 발사되었다. (MicroSat-2a, 2b라고도 부른다) Paz 통신위성의 보조 수화물로서 발사되었다. 틴틴 B는 대기권에 진입하여 연소하였고, 현재 궤도상에는 틴틴 A만 존재한다. |                       |               |                                   |        |         |           |             |      |
| 1   | v0.9     | 2019-029  | 2019년 5월 24일, 02시 30분 | F9 B5 ♺ B1049.3       | CCAFS, SLC-40 | 440–550 킬로미터 (270–340 mi)     | 53.0°  | 60      | 39        | v0.9 테스트 | 성공 |
| 1   | v0.9     | 2019-029  | 스타링크 위성 60개의 첫 동시 발사. 실제 생산될 디자인을 지녔지만 다양한 네트워크 장비와 궤도 탈출을 테스트하기 위한 엔진 등 여러 실험적인 요소를 지닌 위성들이다. 아직 통신 위성간의 연결에 대한 계획이 없으며 지상의 안테나를 통해서만 연락중이다. 발사 이후 네덜란드의 한 아마추어 천문학자가 스타링크 위성들이 마치 '기차놀이'를 하는 것처럼 줄지어 이동하고 있는 모습을 동영상으로 촬영해서 공개했다. 발사 5주 이후 60개 위성 중 57개 위성의 정상 작동이 확인되었지만 3개 위성은 통신이 끊어져 작동 불능이 되었다. 이것은 추후 대기 마찰로 인해 불타 사라질 예정이다. 2019년 10월 31일 기준, 49개 위성이 550km 정상 궤도를 유지하는 것으로 밝혀졌고 나머지는 궤도 바깥으로 이동하며 서서히 이탈중인 것으로 보여졌다. |                       |               |                                   |        |         |           |             |      |
| 2   | v1.0 L1  | 2019-074  | 2019년 11월 11일, 14시 56분 | F9 B5 ♺ B1048.4       | CCAFS, SLC-40 | 550 킬로미터 (340 mi) (목표 궤도) | 53.0°  | 60      | 1         | v1.0        | 성공 |
| 2   | v1.0 L1  | 2019-074  | 실제 운용되는 스타링크 위성의 첫 발사. Ka 밴드 장비가 포함되어 중량이 증가, 각 260kg이 되었다. 위성들은 고도 290km 원형 궤도에 배치되었고, 이후 위성들이 엔진을 점화하여 스스로 궤도를 높였다. |                       |               |                                   |        |         |           |             |      |
| 3   | v1.0 L2  | 2020-001  | 2020년 1월 7일, 02시 19분 | F9 B5 ♺ B1049.4       | CCAFS, SLC-40 | 550 킬로미터 (340 mi)             | 53.0°  | 60      | 2         | v1.0        | 성공 |
| 3   | v1.0 L2  | 2020-001  | Darksat이라 불린 실험용 위성 1기가 함께 발사되었다. 지상 천문학 관측에 가는 피해를 줄이기 위해 빛 흡수 필름을 부착한 위성이다. |                       |               |                                   |        |         |           |             |      |
| 4   | v1.0 L3  | 2020-006  | 2020년 1월 29일, 14시 06분 | F9 B5 ♺ B1051.3       | CCAFS, SLC-40 | 550 킬로미터 (340 mi)             | 53.0°  | 60      | 0         | v1.0        | 성공 |
| 5   | v1.0 L4  | 2020-012  | 2020년 2월 17일, 15시 05분 | F9 B5 ♺ B1056.4       | CCAFS, SLC-40 | 550 킬로미터 (340 mi)             | 53.0°  | 60      | 1         | v1.0        | 성공 |
| 5   | v1.0 L4  | 2020-012  | 타원형 궤도에 위성이 처음으로 배치되었다. |                       |               |                                   |        |         |           |             |      |
| 6   | v1.0 L5  | 2020-019  | 2020년 3월 18일, 12시 16분 39초 | F9 B5 ♺ B1048.5       | KSC, LC-39A   | 550 킬로미터 (340 mi)             | 53.0°  | 60      | 1         | v1.0        | 성공 |
| 7   | v1.0 L6  | 2020-025  | 2020년 4월 22일, 19시 30분 30초 | F9 B5 ♺ B1051.4       | KSC, LC-39A   | 550 킬로미터 (340 mi)             | 53.0°  | 60      | 0         | v1.0        | 성공 |
| 8   | v1.0 L7  | 2020-035  | 2020년 6월 4일, 01시 25분 00초 | F9 B5 ♺ B1049.5       | CCAFS, SLC-40 | 550 킬로미터 (340 mi)             | 53.0°  | 60      | 1         | v1.0        | 성공 |
| 8   | v1.0 L7  | 2020-035  | Visorsat이라 불린 실험용 위성 1기가 함께 발사되었다. 지상 천문학 관측에 가는 피해를 줄이기 위해 태양빛 가림막을 장착한 위성이다. |                       |               |                                   |        |         |           |             |      |
| 9   | v1.0 L8  | 2020-038  | 2020년 6월 13일, 09시 21분 18초 | F9 B5 ♺ B1059.3       | CCAFS, SLC-40 | 550 킬로미터 (340 mi)             | 53.0°  | 58      | 0         | v1.0        | 성공 |
| 9   | v1.0 L8  | 2020-038  | 첫 스타링크 보조 수화물 발사, Planet labs의 위성 3기와 SkySats의 위성 3기를 함께 발사했다. |                       |               |                                   |        |         |           |             |      |
| 10  | v1.0 L9  | 2020-055  | 2020년 8월 7일, 05시 12분 05초 | F9 B5 ♺ B1051.5       | KSC, LC-39A   | 550 킬로미터 (340 mi)             | 53.0°  | 57      | 0         | v1.0        | 성공 |
| 10  | v1.0 L9  | 2020-055  | Blacksky Global 위성 2기를 보조 수화물로 발사했다. 이 발사에서 발사된 모든 스타링크 위성들은 2020년 6월 4일 발사에서 시험한 빛 가림막을 장착했다. |                       |               |                                   |        |         |           |             |      |
| 11  | v1.0 L10 | 2020- 057 | 2020년 8월 18일, 14시 31분 16초 | F9 B5 ♺ B1049.6       | CCAFS, SLC-40 | 550 킬로미터 (340 mi)             | 53.0°  | 58      | 0         | v1.0        | 성공 |
| 11  | v1.0 L10 | 2020- 057 | Planet Labs와 SkySats의 지구 관측 위성을 보조 수화물로 발사했다. |                       |               |                                   |        |         |           |             |      |
| 12  | v1.0 L11 | 2020- 062 | 2020년 9월 3일, 12시 46분 14초 | F9 B5 ♺ B1060.2       | KSC, LC-39A   | 550 킬로미터 (340 mi)             | 53.0°  | 60      | 0         | v1.0        | 성공 |
| 12  | v1.0 L11 | 2020- 062 | |                       |               |                                   |        |         |           |             |      |
| 13  | v1.0 L12 | 2020-070  | 2020년 10월 6일, 11시 29분 34초 | F9 B5 ♺ B1058.3       | KSC, LC-39A   | 550 킬로미터 (340 mi)             | 53.0°  | 60      | 0         | v1.0        | 성공 |
| 13  | v1.0 L12 | 2020-070  | 수화물 페어링이 3회 이상 재사용되는 첫 임무이다. |                       |               |                                   |        |         |           |             |      |
| 14  | v1.0 L13 | 2020-073  | 2020년 10월 18일, 12시 25분 57초 | F9 B5 ♺ B1051.6       | CCAFS, SLC-40 | 550 킬로미터 (340 mi)             | 53.0°  | 60      | 2         | v1.0        | 성공 |
| 14  | v1.0 L13 | 2020-073  | |                       |               |                                   |        |         |           |             |      |
| 15  | v1.0 L14 | 2020-074  | 2020년 10월 24일, 15시 31분 34초 | F9 B5 ♺ B1060.3       | CCAFS, SLC-40 | 550 킬로미터 (340 mi)             | 53.0°  | 60      | 2         | v1.0        | 성공 |
| 15  | v1.0 L14 | 2020-074  | |                       |               |                                   |        |         |           |             |      |

총 발사된 위성 수 (2021년 2월 4일 기준): 1,085기

### 궤도에서 이탈한 스타링크 위성들의 목록
| 이름          | 버전        | COSPAR ID  | 임무        | 궤도 이탈 날짜  |
| ------------- | ----------- | ---------- | ----------- | --------------- |
| TINTIN A      | 베타 테스트 | 2018-020B  | Tintin      | 2020년 8월 29일 |
| TINTIN B      | 베타 테스트 | 2018-020C  | Tintin      | 2020년 8월 8일  |
| 스타링크-21   | v0.9 테스트 | 2019-029L  | v0.9 테스트 | 2020년 9월 22일 |
| 스타링크-22   | v0.9 테스트 | 2019-029B  | v0.9 테스트 | 2020년 8월 9일  |
| 스타링크-23   | v0.9 테스트 | 2019-029C  | v0.9 테스트 | 2020년 9월 2일  |
| 스타링크-25   | v0.9 테스트 | 2019-029E  | v0.9 테스트 | 2020년 9월 1일  |
| 스타링크-28   | v0.9 테스트 | 2019-029H  | v0.9 테스트 | 2020년 8월 21일 |
| 스타링크-32   | v0.9 테스트 | 2019-029V  | v0.9 테스트 | 2020년 9월 12일 |
| 스타링크-33   | v0.9 테스트 | 2019-029N  | v0.9 테스트 | 2020년 8월 29일 |
| 스타링크-34   | v0.9 테스트 | 2019-029P  | v0.9 테스트 | 2020년 9월 3일  |
| 스타링크-35   | v0.9 테스트 | 2019-029AF | v0.9 테스트 | 2020년 9월 16일 |
| 스타링크-36   | v0.9 테스트 | 2019-029R  | v0.9 테스트 | 2020년 9월 15일 |
| 스타링크-37   | v0.9 테스트 | 2019-029S  | v0.9 테스트 | 2020년 9월 16일 |
| 스타링크-38   | v0.9 테스트 | 2019-029AX | v0.9 테스트 | 2020년 9월 6일  |
| 스타링크-39   | v0.9 테스트 | 2019-029U  | v0.9 테스트 | 2020년 9월 18일 |
| 스타링크-40   | v0.9 테스트 | 2019-029Z  | v0.9 테스트 | 2020년 9월 5일  |
| 스타링크-41   | v0.9 테스트 | 2019-029AU | v0.9 테스트 | 2020년 8월 9일  |
| 스타링크-42   | v0.9 테스트 | 2019-029X  | v0.9 테스트 | 2020년 9월 16일 |
| 스타링크-44   | v0.9 테스트 | 2019-029AC | v0.9 테스트 | 2020년 9월 5일  |
| 스타링크-45   | v0.9 테스트 | 2019-029AB | v0.9 테스트 | 2020년 9월 4일  |
| 스타링크-46   | v0.9 테스트 | 2019-029M  | v0.9 테스트 | 2020년 2월 20일 |
| 스타링크-50   | v0.9 테스트 | 2019-029BC | v0.9 테스트 | 2020년 9월 17일 |
| 스타링크-51   | v0.9 테스트 | 2019-029AP | v0.9 테스트 | 2020년 9월 2일  |
| 스타링크-54   | v0.9 테스트 | 2019-029AH | v0.9 테스트 | 2020년 9월 15일 |
| 스타링크-56   | v0.9 테스트 | 2019-029BA | v0.9 테스트 | 2020년 9월 10일 |
| 스타링크-57   | v0.9 테스트 | 2019-029AL | v0.9 테스트 | 2020년 9월 18일 |
| 스타링크-58   | v0.9 테스트 | 2019-029AM | v0.9 테스트 | 2020년 8월 23일 |
| 스타링크-62   | v0.9 테스트 | 2019-029AR | v0.9 테스트 | 2020년 8월 28일 |
| 스타링크-66   | v0.9 테스트 | 2019-029W  | v0.9 테스트 | 2020년 8월 21일 |
| 스타링크-67   | v0.9 테스트 | 2019-029AV | v0.9 테스트 | 2020년 5월 27일 |
| 스타링크-69   | v0.9 테스트 | 2019-029AJ | v0.9 테스트 | 2020년 9월 16일 |
| 스타링크-78   | v0.9 테스트 | 2019-029BH | v0.9 테스트 | 2020년 9월 16일 |
| 스타링크-1040 | v1.0        | 2019-074AJ | v1.0 L1     | 2020년 9월 3일  |
| 스타링크-1087 | v1.0        | 2020-001BD | v1.0 L2     | 2020년 5월 29일 |
| 스타링크-1118 | v1.0        | 2020-001AL | v1.0 L2     | 2020년 4월 2일  |
| 스타링크-1220 | v1.0        | 2020-012AK | v1.0 L4     | 2020년 3월 9일  |
| 스타링크-1440 | v1.0        | 2020-035A  | v1.0 L7     | 2020년 6월 14일 |

총 이탈한 위성 수 (2021년 1월 25일 기준): 64기

## 서비스

### 광대역 인터넷
스페이스X는 아직 인터넷 연결이 불완전한 세계 각지에 광대역 인터넷 서비스를 제공하고자 한다. 또한 저렴한 가격에 인터넷을 사용하고자 하는 일반적인 시민들도 그 대상이다. 스페이스X는 인공위성 발사 및 서비스를 통한 안정적인 수익은 화성에 인터넷 연결을 제공하고 스타쉽 미션을 진행하기 위해서 불가피하다고 생각한다.
2015년 초, 두 우주개발 선발주자 기업체는 같은 주에 새로운 인터넷 벤처 사업을 발표했다. 스페이스X의 CEO 일론 머스크는 스타링크 프로젝트를 언급했고, 기업가 리처드 브랜슨은 원웹 프로젝트에 대한 투자를 발표했다. 거의 비슷한 형태의 두 위성군은 대략 700개의 위성으로 구축될 예정이며 이미 그들의 방송 스펙트럼에 맞춘 통신 주파수 라이센스를 획득한 상태였다.
2015년, 당시 신규 인공위성 통신망 구축 벤처 사업이 연이어 실패하자 인공위성 사업 컨설턴트 로저 러스치는 "이것으로 성공적인 사업을 할 가능성은 거의 없는 것이나 다름 없다"고 발표했다. 그러나 2017년 2월 유출된 스페이스X의 내부 문서의 내용에서는'2025년이 되면 스타링크 위성 서비스가 30억 달러(한화 3조원)의 순이익을 창출할 것'이라며 팰컨 9 발사 산업에서 창출하고 있는 5000억원의 순이익을 능가하는 수익성을 보여줬다.
2019년 첫 60개의 운용 위성군을 발사하면서 스페이스X는 최소한의 광대역 인터넷 서비스 제공을 위해서는 420개 위성이 필요하며, 일반적인 서비스 제공을 위해서는 최소 780개에서 1600개의 위성이 필요하다는 사실을 인지했다.
2020년 4월 17일, FCC 발표 문서 자료에 따르면 스페이스X는 더 낮은 궤도에 위성을 배치하는 것이 스타링크 고객들에게 더 안정적으로, 더 넓은 범위에 인터넷 서비스를 제공할 수 있다고 언급했다. 또한 이러한 변화는 극지방에 거주하는 미국 사용자들에게 더 급진적인 네트워크 분포를 선사할 수 있다고도 했다. 더 낮은 궤도에 인공위성을 배치하는 것은 임무 실패시 더 빨리 인공위성을 대기에 진입시켜 주위 위성군에 피해를 최소화 할 수 있을 뿐더러 위성이 지구에 더 가깝기 때문에 정보의 송수신에 더 적은 에너지를 소모한다.
한국은 2023년 2분기 서비스 예정으로, 주식시장에서는 스타링크관련주가 주목받고 있는 실정이다. 컴퍼니케이가 대표적 예다.

### 지구 외 기타 행성에서의 사용
스페이스X는 화성에 설치할 버전의 스타링크 위성에 대해 장기적인 계획을 보유중이다.

## 기술

### 위성군 디자인 및 상태

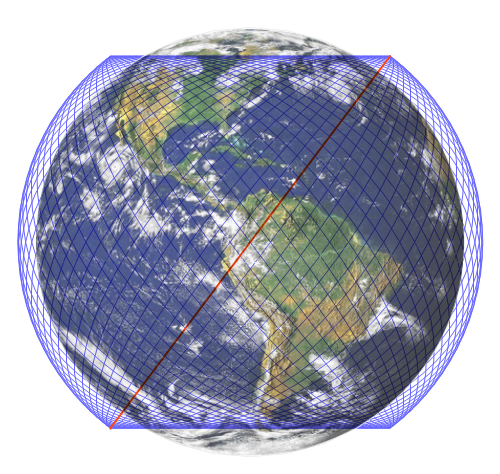
스타링크 위성군의 모습. 페이즈 1의 위성들은 72개 궤도에 각 22개 배치된다. 전체 1584개 위성이 550km 궤도에 배치된다.

v0.9 테스트 위성을 포함한 결과. 틴틴 위성 2기는 테스트 위성이므로 포함하지 않았다.
| 단계 | 궤도 (km) | 위성 수 | 경사도 (각도) | 중간 완성 시기 | 완공시기    | 발사에 성공한 위성 (2020년 10월 8일 기준) | 궤도 이탈 위성 (2020년 10월 8일 기준) | 은퇴한 위성 (2020년 4월 24일 기준) | 수명을 다한 위성 (2020년 4월 24일 기준) |
| ---- | --------- | ------- | ------------- | -------------- | ----------- | ----------------------------------------- | ------------------------------------- | ---------------------------------- | --------------------------------------- |
| 1    | 550       | 1584    | 53.0          | 2024년 3월     | 2027년 3월  | 775                                       | 47                                    | 22                                 | 9                                       |
| 1    | 540-570   | 1600    | 53.8          | 2024년 3월     | 2027년 3월  | 0                                         |                                       |                                    |                                         |
| 1    | 540-570   | 400     | 70.0          | 2024년 3월     | 2027년 3월  | 0                                         |                                       |                                    |                                         |
| 1    | 540-570   | 374     | 74.0          | 2024년 3월     | 2027년 3월  | 0                                         |                                       |                                    |                                         |
| 1    | 540-570   | 450     | 80.0          | 2024년 3월     | 2027년 3월  | 0                                         |                                       |                                    |                                         |
| 2    | 335.9     | 2493    | 42.0          | 2024년 11월    | 2027년 11월 | 0                                         |                                       |                                    |                                         |
| 2    | 340.8     | 2478    | 48.0          | 2024년 11월    | 2027년 11월 | 0                                         |                                       |                                    |                                         |
| 2    | 345.6     | 2547    | 53.0          | 2024년 11월    | 2027년 11월 | 0                                         |                                       |                                    |                                         |

2020년 4월, 스페이스X는 모든 고궤도 위성의 궤도를 550km 수준으로 하향할 것을 요청했다.

### 위성 버전

#### v0.9 (테스트)
2019년 5월에 발사된 스타링크 v0.9 테스트 위성 60기는 아래와 같은 특징을 지니고 있다.
- 2개의 고 처리량 안테나와 한개의 태양 전지판을 장비한 평면 디자인
- 질량: 227 kg (500 lb)
- 크립톤을 추진제로 사용하는 홀 효과 추력기, 궤도 변경과 고도 유지 및 필요시 궤도 이탈을 목적으로 장착되었다.
- 정밀도 향상을 위한 행성 위치 추적 기능
- 미국 국방부가 제공하는 우주 쓰레기 데이터를 바탕으로 한 자동 회피 기능[142]
- 550 km (340 mi) 궤도
- 95%의 부품은 수명이 끝나면 스스로 대기에 재진시켜 제거가 가능하다. 우주 쓰레기를 거의 생성하지 않는다.

#### V1.0 (운용중)
2019년 11월부터 발사된 스타링크 V1.0 위성들은 아래와 같은 추가적인 특징을 지니고 있다.
- 모든 부품은 수명이 끝나면 스스로 대기에 재진입시켜 제거가 가능하다. 우주 쓰레기를 생성하지 않는다.
- Ka 밴드 장비가 추가되었다.[143]
- 질량: 260 kg (570 lb)
- 스타링크-1130 Darksat은, 시험적인 특수 코팅을 통해 반사율을 줄였으나 열 배출과 적외선 반사의 문제로 인해 이에 관한 추후 계획은 폐기되었다.[82][144]
- 또 다른 위성인 VisorSat은, 시험적인 가막을 통해 위성 각 부품의 반사율을 줄였다.

### 빛 공해

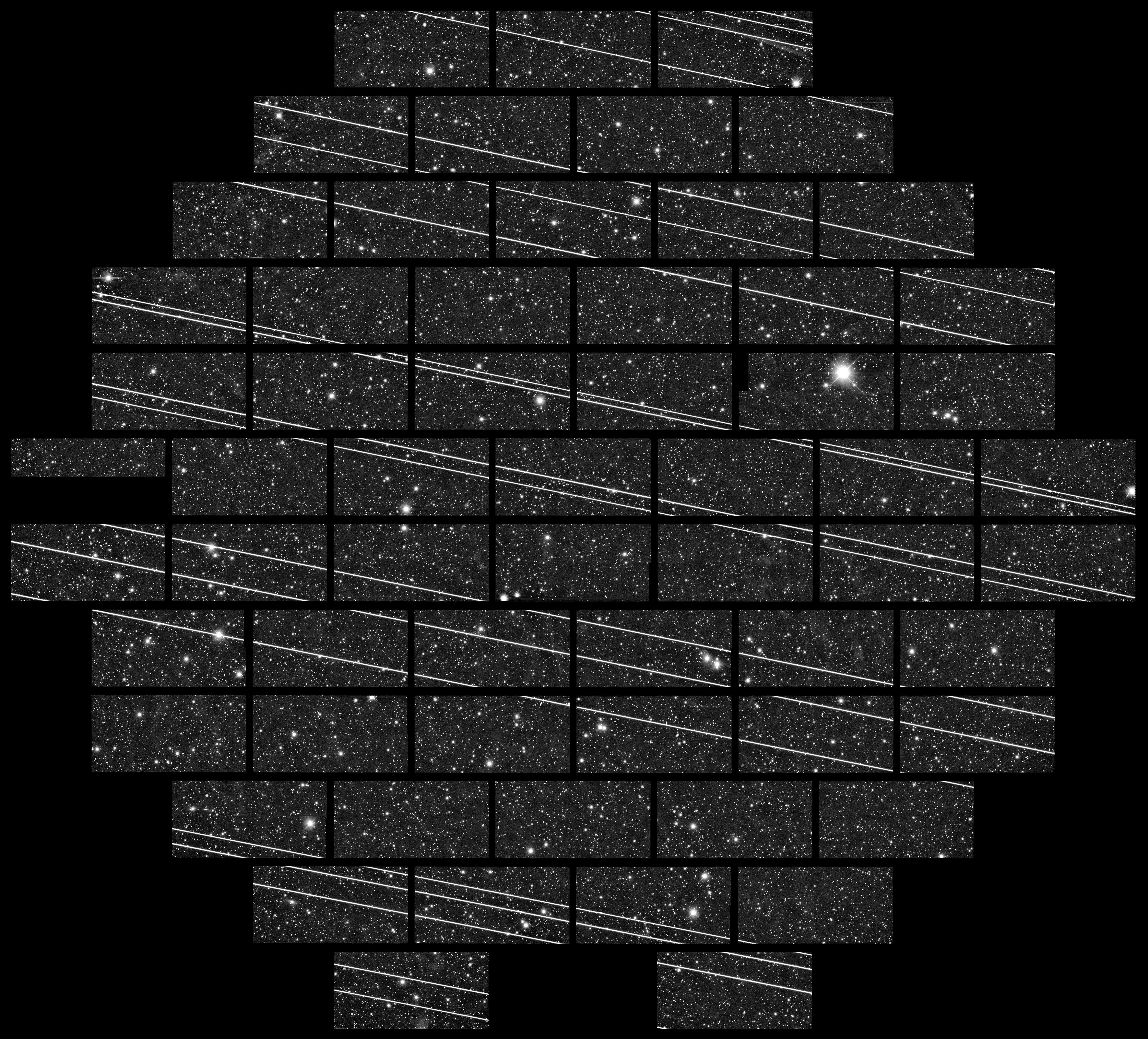
세로 톨롤로 범아메리카 천문대의 직경 4 m 망원경에서 촬영한 천문사진이 스타링크의 영향으로 제대로 촬영이 되지 않는 모습.

## 같이 보기
- 글로벌스타
- 이리듐 위성
- 인마샛